# Ifunanyachi Achara
Ifunanyachi Achara (Enugu, 1997. szeptember 28. –) nigériai labdarúgó, az amerikai Houston Dynamo csatárja.

## Pályafutása
Achara a nigériai Enugu városában született.
2018-ban mutatkozott be az amerikai Black Rock felnőtt keretében. 2020-ban az első osztályban szereplő Torontohoz igazolt. 2020. március 7-én, a New York City ellen 1–0-ra megnyert bajnokin debütált és egyben meg is szerezte első gólját a klub színeiben. 2022. november 22-én egyéves szerződést kötött a Houston Dynamo együttesével.

## Statisztikák
2022. október 1. szerint
| Klub     | Szezon   | Osztály  | Bajnokság | Bajnokság | Kupa  | Kupa | Nemzetközi | Nemzetközi | Összesen | Összesen |
| Klub     | Szezon   | Osztály  | Meccs     | Gól       | Meccs | Gól  | Meccs      | Gól        | Meccs    | Gól      |
| -------- | -------- | -------- | --------- | --------- | ----- | ---- | ---------- | ---------- | -------- | -------- |
| Toronto  | 2020     | MLS      | 1         | 1         | 0     | 0    | —          | —          | 1        | 1        |
| Toronto  | 2021     | MLS      | 14        | 2         | 3     | 1    | —          | —          | 17       | 3        |
| Toronto  | 2022     | MLS      | 15        | 0         | 1     | 0    | —          | —          | 16       | 0        |
| Toronto  | Összesen | Összesen | 30        | 3         | 4     | 1    | 0          | 0          | 34       | 4        |
| Összesen | Összesen | Összesen | 30        | 3         | 4     | 1    | 0          | 0          | 34       | 4        |

## Sikerei, díjai
Toronto
- Kanadai Kupa
  - Győztes (1): 2020
  - Döntős (2): 2021, 2022

## Fordítás
Ez a szócikk részben vagy egészben  az   Ifunanyachi Achara című angol Wikipédia-szócikk fordításán alapul.  Az eredeti cikk szerkesztőit annak laptörténete sorolja fel. Ez a jelzés csupán a megfogalmazás eredetét és a szerzői jogokat jelzi, nem szolgál a cikkben szereplő információk forrásmegjelöléseként.